# Морі-Ферт
Морі-Ферт (англ. Moray Firth [ˈmʌrifɜrθ], також Murray Firth, шотл. гел. An Cuan Moireach, Linne Mhoireibh) — затока Північного моря, трикутної форми, біля північно-східних берегів Великої Британії. Найбільша затока Шотландії. Ширина при вході 100 км. Довжина узбережжя 800 км. Глибина 25-60 м. Припливи півдобові, величиною до 5,5 м. На узбережжі затоки знаходяться три області Шотландії — Гайленд, Морей і Абердиншир.

## Географія
Форма рельєфу затоки формувалася мільйони років рухами земної кори, заледенінням, відкладенням осаду і ерозією, берегова лінія затоки дотепер змінюється під впливом ерозії і вивітрювання. Затока з'єднана Каледонським каналом із затокою Лох-Лінне по розлому Глен-Мор. Від основної частини відгалужуються затоки Дорнох-Ферт, Кромарті, Б'юлі-Ферт тощо. У затоку впадають річки Спей, Несс, Фіндхорн, Лоссі, Б'юлі тощо.

## Геологія
Морі-Ферт має тектонічне походження, пов'язане з розломом Грейт-Глен. За часів останнього заледеніння Морі-Ферт було покрито льодовиком.
Підмурівок складається з пісковиків, сланців і граніту. Багаті відкладення фосилій у корінних породах девонського і тріасового періодів.
Ландшафт узбережжя затоки різноманітний у результаті наносів, прибережних і земних геоморфологічних процесів. Найпоширеніші кліфи з пісковику, а також пляжі з піску і гальки. Велика частина берега рівнинна або трохи горбиста. Для естуаріїв де впадають річки характерні припливні вати і солончаки. Ліси на узбережжі представлені хвойними насадженнями.

## Природа
Затока є природоохоронною зоною під захистом Рамсарської конвенції, британських і європейських законів, і одним з найважливіших місць у Великій Британії для спостереження за китоподібними, нараховуючи 2 центри дикої природи, 2 зони біорізноманіття і близько 100 зон природної спадщини.
Флора включає бурі водорості, камка. У затоці мешкають губки, голкошкірі, восьминоги, актинії, молюски, ракоподібні. З риб — оселедець, шпроти, камбала, пікша, тріска, мерланг. У естуаріях річок зустрічаються лосось і морська форель. Затока є важливою північною точкою зимівлі для водоплавних птахів з арктичної Канади, Європи та Сибіру. Тут налічується 10000 качиних і від 20 до 36 000 прибережних птахів — сивкоподібні, поганок, гагар, бакланів. З морських ссавців головними є афаліни, морські свині, видри, тев'яки і звичайні тюлені. У літній та осінній періоди тут годуються дельфін білобокий і смугач малий.

## Клімат
Клімат затоки відносно м'який. Затока знаходиться в дощовій тіні переважаючих західних вітрів, у підсумку тут менше дощу і більше сонця, ніж на решті території Шотландії. Середня температура 5-12 ° C, кількість опадів — 660 мм.

## Історія
Узбережжя затоки зберегло багату спадщину історичного впливу людей на берег, включаючи піктські камені. У серпні 1848 тут відбулася одна з найбільших катастроф в історії плавання у східних берегів Шотландії, в ході шторму затонуло 124 човни і загинуло 100 осіб. У 1996 році було засновано некомерційну організацію, що об'єднує багато людей і організацій, для обміну інформацією та збереження ресурсів цієї місцевості.

## Економіка
Затока є важливим економічним районом, що динамічно розвивається з великим промисловим і комерційним потенціалом. На узбережжі затоки проживає більшість населення Хайленду — 250000 чоловік в 100 містах і селах. Головні міста — Інвернесс, Лоссімут, Бакі, Елгін, Нерн. Найважливішими галузями економіки є туризм, нафтова промисловість (нафтове родовище Беатріс) і рибна ловля (морські гребінці, норвезький омар, пікша, мерланг, скумбрія, краби), а також сільське господарство (вирощування ячменю і картоплі, розведення овець і великої рогатої худоби).
В останні роки морське рибальство тут занепало через надмірний вилов, зменшилась ефективність екосистеми. Крім переробки і транспортування нафти, в регіоні виробляються віскі і вовняні вироби, переробляється риба, є невеликі корабельні. Водні види спорту включають дайвінг, серфінг, віндсерфінг, водно-моторний спорт, воднолижний спорт, вітрильний спорт.

## Ресурси Інтернету
Вікісховище має мультимедійні дані за темою: Морі-Ферт
- UK government website re its status as a protected site [Архівовано 13 жовтня 2010 у Wayback Machine.]
- Scottish government press release about seal management in the firth [Архівовано 2 травня 2014 у Wayback Machine.]
- The Moray Firth Partnership [Архівовано 4 серпня 2020 у Wayback Machine.]
- Whale and Dolphin Conservation Society [Архівовано 24 липня 2011 у Wayback Machine.]